# Graafschap Regenstein

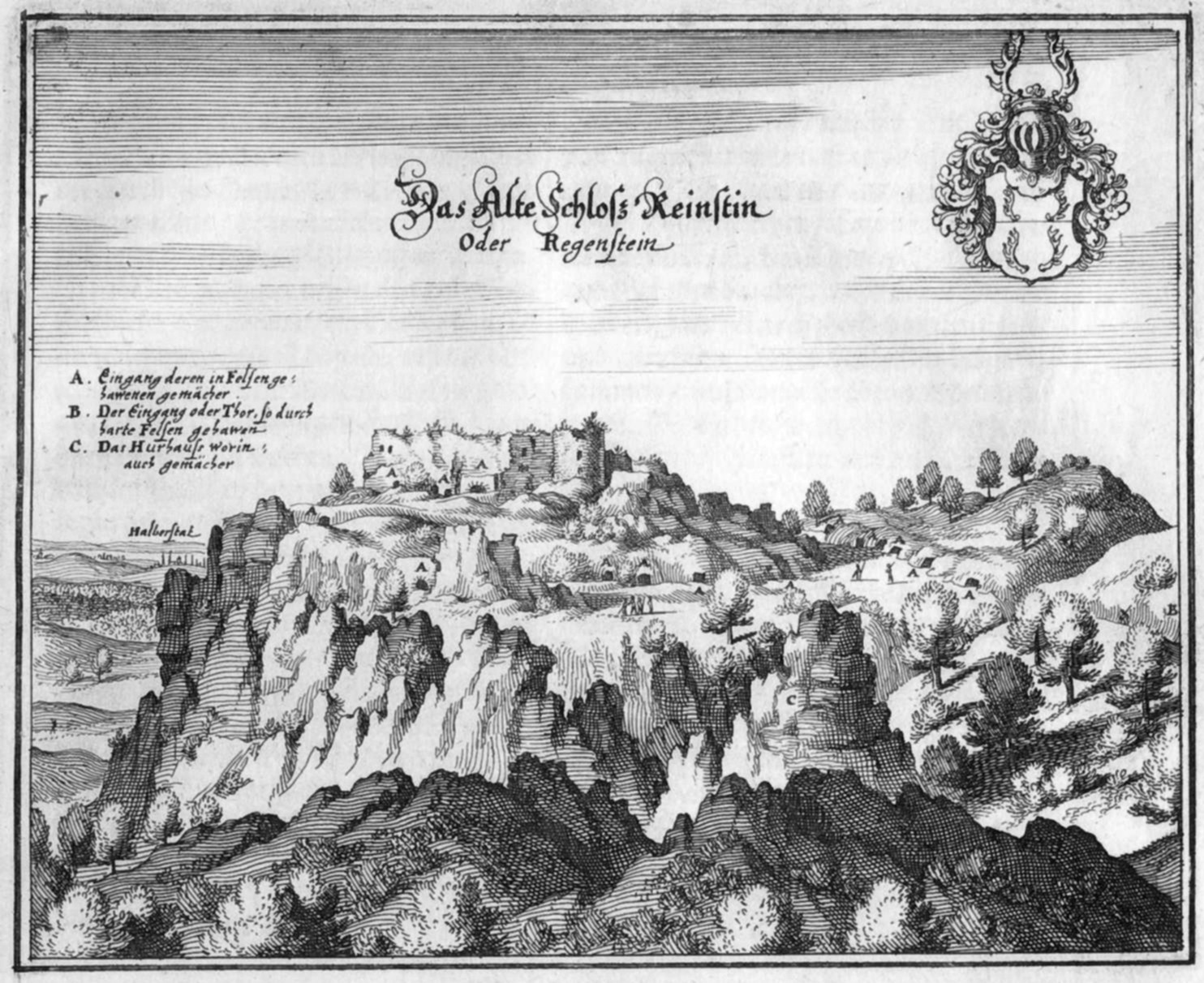
Burcht Regenstein omstreeks 1654

Regenstein (of Rheinstein) was een tot de Neder-Saksische Kreits behorend graafschap binnen het Heilige Roomse Rijk. De burcht Regenstein ligt iets ten noorden van Blankenburg in Saksen-Anhalt.
In 1169 wordt graaf Koenraad van Regenstein vermeld, een zoon van graaf Poppo van Blankenburg. Regenstein bleef de zetel van een zijlinie van de graven van Blankenburg. Na 1246 was Regenstein in het bezit van de linie Blankenburg-Heimburg. Later werd Regenstein een leen van het prinsbisdom Halberstadt. In 1368 erfden de graven van Regenstein het graafschap Blankenburg.
Na het uitsterven van de graven van Blankenburg in 1599 beleende de bisschop van Halberstadt de hertog van Brunswijk-Wolfenbüttel. Tijdens de Dertigjarige Oorlog beleende de bisschop van Halberstadt, Leopold Willem van Oostenrijk, de Oostenrijkse familie Tattenbach in 1644 met de burcht. Samen met Halberstadt kwam Regenstein door de Vrede van Osnabrück in 1648 aan het keurvorstendom Brandenburg. Hoewel de familie Tattenbach de heerschappij uitoefende, slaagde zij er niet in de status van rijksstand te verwerven. Op deze rechten maakten zowel Brunswijk als Brandenburg aanspraak. In 1662 werd de burcht veroverd door Brandenburgse troepen en tot vesting uitgebouwd. Brunswijk begon een proces tegen Brandenburg en dat liep uit op een slepende kwestie. Nadat de vesting in 1757 door Franse troepen was veroverd, werd hij in 1759 gesloopt. Het gevolg van deze voortdurende strijd was dat het graafschap Regenstein nooit gebruikgemaakt heeft van zijn zetel in het college van Westfaalse graven. Het gebied telde weinig inwoners.
Van 1807 tot 1813 maakte het gebied deel uit van het koninkrijk Westfalen. Het Congres van Wenen herstelde de oude situatie in 1815. Tot 1945 bleef het een exclave van Pruisen (als opvolger van Brandenburg) in Brunswijk.